# Чемпионат России по футболу среди женщин 2010
Чемпионат России по футболу среди женщин 2010 — 19-й сезон Высшего дивизиона в системе женских футбольных лиг России. Сезон начался 17 апреля 2010 года и завершился 17 октября 2010 года. Чемпионом в третий раз стала Россиянка (Красноармейск).

## Участники
Сводная статистика участников
учтены матчи завершённых сезонов
без учёта мячей забитых в сериях послематчевых пенальти
с учётом технических результатов
легенда
 — команда была Чемпионом
 — команда была вице-чемпионом
 — команда была бронзовый призёром
| команда        | команда       | сезоны | сезоны               | Результаты выступлений | Результаты выступлений | Результаты выступлений | Результаты выступлений | Результаты выступлений | Результаты выступлений | Результаты выступлений | Результат в сезоне 2009    | Примечания                             |
| наименование   | город         | #      | года                 | И                      | В                      | Н                      | П                      | ЗМ                     | ПМ                     | РМ                     | Результат в сезоне 2009    | Примечания                             |
| -------------- | ------------- | ------ | -------------------- | ---------------------- | ---------------------- | ---------------------- | ---------------------- | ---------------------- | ---------------------- | ---------------------- | -------------------------- | -------------------------------------- |
| Энергия        | Воронеж       | 15     | 1992—2004, 2008—2009 | 289                    | 197                    | 36                     | 56                     | 736                    | 214                    | +522                   | Высший дивизион, 3-е место | Энергия-XXI век (1999-2001)            |
| Рязань-ВДВ     | Рязань        | 12     | 1997—2003, 2005—2009 | 208                    | 119                    | 25                     | 64                     | 510                    | 275                    | +235                   | Высший дивизион, 5-е место | ВДВ (1997—1999) Рязань-ТНК (2000—2003) |
| Кубаночка      | Краснодар     | 7      | 1992, 1996—2001      | 144                    | 46                     | 18                     | 80                     | 146                    | 211                    | -65                    | Первый дивизион, 1-е место | Седин-Шисс (1992)                      |
| Россиянка      | Красноармейск | 6      | 2004—2009            | 100                    | 71                     | 19                     | 10                     | 348                    | 83                     | +265                   | Высший дивизион, 2-е место |                                        |
| Звезда-2005    | Пермь         | 3      | 2007—2009            | 46                     | 41                     | 4                      | 1                      | 158                    | 30                     | +128                   | Высший дивизион, 1-е место |                                        |
| ШВСМ Измайлово | Москва        | 3      | 2007—2009            | 44                     | 16                     | 7                      | 21                     | 56                     | 66                     | -10                    | Высший дивизион, 4-е место |                                        |
| УОР-Звезда     | Звенигород    | 1      | 2009                 | 12                     | 1                      | 1                      | 10                     | 9                      | 41                     | -32                    | Высший дивизион, 6-е место |                                        |

1. ↑  не учтён сезон 2004 года: «Рязань-ВДВ» провела 2 матча и снялась с розыгрыша

Клуб Высшего дивизиона 2009 «Лада» (Тольятти) по финансовым причинам снялся с соревнований после 9-го тура и был расформирована в межсезонье.
Клуб «Кубаночка» (Краснодар) вернулся в Высший дивизион спустя 9 лет после сезона 2001.

### Места проведения соревнований
| Название клуба | Город              | Стадион        | Вместимость | Генеральные спонсоры                                          |
| -------------- | ------------------ | -------------- | ----------- | ------------------------------------------------------------- |
| Звезда-2005    | Пермь              | Звезда         | 20 000      | Администрация Пермского края                                  |
| Кубаночка      | Краснодар          | Труд           | 3 000       |                                                               |
| Россиянка      | Московская область | Красноармейск  | 5 050       | Администрация Московской области                              |
| Рязань-ВДВ     | Рязань             | ЦСК            | 25 000      | Администрация Рязанской области                               |
| УОР-Звезда     | Звенигород         | ШСК Орлёнок    | 1 300       | Администрация Московской области                              |
| ШВСМ Измайлово | Москва             | Крылья Советов | 4 900       | Правительство Москвы, Москомспорт, группа компаний «Донстрой» |
| Энергия        | Воронеж            | Рудгормаш      | 32 000      | Администрация Воронежской области                             |

## Турнирная таблица
| Поз | Команда                   | И  | В  | Н | П  | МЗ | МП | РМ  | О  | Квалификация или выбывание  |
| --- | ------------------------- | -- | -- | - | -- | -- | -- | --- | -- | --------------------------- |
|     | Россиянка (Красноармейск) | 24 | 23 | 0 | 1  | 91 | 15 | +76 | 69 | Плей-офф Лиги чемпионов     |
|     | Энергия (Воронеж)         | 24 | 15 | 2 | 7  | 59 | 29 | +30 | 47 | Плей-офф Лиги чемпионов     |
|     | Звезда-2005 (Пермь)       | 24 | 15 | 1 | 8  | 51 | 29 | +22 | 46 |                             |
| 4   | ШВСМ Измайлово (Москва)   | 24 | 12 | 5 | 7  | 38 | 33 | +5  | 41 |                             |
| 5   | Рязань-ВДВ (Рязань)       | 24 | 7  | 1 | 16 | 28 | 49 | -21 | 22 |                             |
| 6   | УОР-Звезда (Звенигород)   | 24 | 5  | 1 | 18 | 20 | 70 | -50 | 16 | Выбывание в Первый дивизион |
| 7   | Кубаночка (Краснодар)     | 24 | 1  | 2 | 21 | 7  | 69 | -62 | 5  |                             |

Правила классификации:

Пункт 8.2. В случае равенства очков у двух и/или более команд места команд (кроме первого) в текущей и итоговой таблице Чемпионата России по футболу определяются:
− по наибольшему числу побед во всех матчах;
− по результатам игр(ы) между собой (число очков, число побед, разность забитых и пропущенных мячей, число забитых мячей, число забитых мячей на чужом поле);
− по лучшей разности забитых и пропущенных мячей во всех матчах;
− по наибольшему числу забитых мячей во всех матчах;
− по наибольшему числу мячей, забитых на чужих полях во всех матчах;
− по наименьшему количеству очков за нарушения игровой дисциплины (удаление – 5 очков, предупреждение – 1 очко).
При равенстве всех этих показателей места команд определяются жребием.
Пункт 8.3. В случае равенства очков у двух и/или более команд, набравших наибольшее их количество в итоговой таблице Чемпионата России по футболу, первое место определяется дополнительным матчем или дополнительным турниром в один круг, проводимыми между этими командами.

## Результаты матчей
7 команд сыграли каждая с каждой в четыре круга (по два матча дома и два в гостях).
| Команда                   | Россиянка | Энергия | Звезда-2005 | ШВСМ Измайлово | Рязань-ВДВ | УОР-Звезда | Кубаночка |
| ------------------------- | --------- | ------- | ----------- | -------------- | ---------- | ---------- | --------- |
| Россиянка (Красноармейск) |           | 3:1     | 4:0         | 5:1            | 6:1        | 6:0        | 5:0       |
| Россиянка (Красноармейск) | 4:2       | 4:0     | 4:1         | 3:1            | 5:0        | 6:0        |           |
| Энергия (Воронеж)         | 0:1       |         | 1:3         | 0:2            | 4:0        | 5:1        | 2:0       |
| Энергия (Воронеж)         | 0:1       | 3:1     | 1:0         | 1:0            | 3:0        | 8:0        |           |
| Звезда-2005 (Пермь)       | 2:3       | 3:0     |             | 1:1            | 2:0        | 6:2        | 4:0       |
| Звезда-2005 (Пермь)       | 1:3       | 2:3     | 2:0         | 0:2            | 4:1        | 2:0        |           |
| ШВСМ Измайлово (Москва)   | 1:0       | 2:3     | 0:2         |                | 2:0        | 1:0        | 1:1       |
| ШВСМ Измайлово (Москва)   | 0:6       | 3:3     | 1:0         | 4:2            | 3:0        | 1:1        |           |
| Рязань-ВДВ (Рязань)       | 1:3       | 1:6     | 0:3         | 0:1            |            | 5:1        | 1:0       |
| Рязань-ВДВ (Рязань)       | 1:3       | 0:4     | 0:1         | 1:1            | 2:0        | 2:0        |           |
| УОР-Звезда (Звенигород)   | 1:5       | 0:2     | 1:4         | 0:2            | 1:3        |            | 1:0       |
| УОР-Звезда (Звенигород)   | 0:4       | 1:1     | 0:3         | 1:6            | 1:0        | 4:0        |           |
| Кубаночка (Краснодар)     | 1:3       | 1:4     | 0:3         | 0:3            | 2:1        | 1:2        |           |
| Кубаночка (Краснодар)     | 0:4       | 0:2     | 0:2         | 0:2            | 0:4        | 0:2        |           |

 Домашняя победа  •  Ничья •  Домашнее поражение

## Статистика чемпионата

### Лучшие бомбардиры
| Место | Игрок               | Клуб        | Голы |
| ----- | ------------------- | ----------- | ---- |
| 1     | Эмюиджи Огбиагбевха | Россиянка   | 23   |
| 2     | Олеся Курочкина     | Звезда-2005 | 17   |
| 3     | Елена Данилова      | Энергия     | 16   |
| 4     | Татьяна Скотникова  | Россиянка   | 13   |
| 5     | Елена Морозова      | Россиянка   | 12   |
| 6     | Наталья Мокшанова   | Россиянка   | 11   |
| 7     | Людмила Пекур       | Энергия     | 10   |
| 8     | Вера Дятел          | Звезда-2005 | 9    |
| 8     | Ольга Петрова       | Россиянка   | 9    |
| 8     | Оксана Рябиничева   | Энергия     | 9    |

### Рекорды сезона
- Самая крупная победа хозяев (+8): 8:0 в матче «Энергия»—«Кубаночка», 28 июня
- Самая крупная победа гостей (+6): 0:6 в матче «ШВСМ Измайлово»—«Россиянка», 5 октября
- Наибольшее количество забитых мячей в одном матче (8): 8:0 в матче «Энергия»—«Кубаночка», 28 июня, 6:2 в матче «Звезда-2005»—«УОР-Звезда», 8 мая
- Наибольшее количество голов, забитых одной командой в матче (8): 8:0 в матче «Энергия»—«Кубаночка», 28 июня
- Самый популярный счёт (1:0): 12 раз (14,29% от всех матчей)

## 33 лучших игрока сезона
По итогам турнира РФС традиционно определил 33 лучших футболисток сезона 2010. Кроме того, лучшей футболисткой сезона была признана Татьяна Скотникова («Россиянка»), лучшим тренером — Татьяна Егорова («Россиянка»).
| Позиция | Вратарь                        | Защитники                    | Защитники                   | Защитники                      | Защитники                         | Полузащитники                      | Полузащитники                      | Полузащитники                | Полузащитники                         | Нападающие                       | Нападающие                    |
| Позиция | Вратарь                        | ПЗ                           | ПЦЗ                         | ЛЦЗ                            | ЛЗ                                | ПЗ                                 | ЦППЗ                               | ЦЛПЗ                         | ЛП                                    | Правый                           | Левый                         |
| ------- | ------------------------------ | ---------------------------- | --------------------------- | ------------------------------ | --------------------------------- | ---------------------------------- | ---------------------------------- | ---------------------------- | ------------------------------------- | -------------------------------- | ----------------------------- |
| 1       | Ирина Зварич (Россиянка)       | Мария Дьячкова (Звезда-2005) | Анна Кожникова (Россиянка)  | Ксения Цыбутович (Звезда-2005) | Оксана Шмачкова (Россиянка)       | Елена Морозова (Россиянка)         | Татьяна Скотникова (Россиянка)     | Людмила Пекур (Энергия)      | Вера Дятел (Звезда-2005)              | Эмюиджи Огбиагбевха (Россиянка)  | Елена Данилова (Энергия)      |
| 2       | Эльвира Тодуа (Россиянка)      | Ольга Сергаева (Россиянка)   | Адриана Паренте (Энергия)   | Алла Рогова (ШВСМ-Измайлово)   | Елена Семенченко (ШВСМ-Измайлово) | Екатерина Сочнева (ШВСМ-Измайлово) | Дарья Апанащенко (Звезда-2005)     | Ольга Петрова (Россиянка)    | Наталья Мокшанова (Россиянка)         | Надежда Босикова (Энергия)       | Олеся Курочкина (Звезда-2005) |
| 3       | Надежда Баранова (Звезда-2005) | Оксана Рябиничева (Энергия)  | Наталья Перцева (Россиянка) | Анастасия Костюкова (Энергия)  | Юлия Запотичная (Энергия)         | Елена Терехова (Энергия)           | Светлана Цидикова (ШВСМ-Измайлово) | Надежда Харченко (Россиянка) | Екатерина Степаненко (ШВСМ-Измайлово) | Нелли Коровкина (ШВСМ-Измайлово) | Анна Чоловяга (Россиянка)     |